# Режим от Виши
Вижте пояснителната страница за други значения на Виши.
Режимът на Виши (или Режим Виши), официално Френска държава (на френски: État français), наричана и Вишиска Франция, е френска марионетна държава през периода 1940 – 1944 г. по време на окупацията на Франция от Нацистка Германия през Втората световна война. Името идва от седалището на правителството в курортния град Виши.
Начело на режима стои героят от Първата световна война маршал Филип Петен, който разполага с почти неограничена власт. Той притежава цялата правителствена власт, назначава и уволнява министрите и държавните секретари, които са отговорни само пред него. Правителството контролира около 40% от френската територия и разполага с около 100-хилядна армия.
Дипломатически правителството е признато от Силите на Оста (в това число и от България), както и от СССР и САЩ.
От всички френски колонии Режимът на Виши контролира само Алжир, Тунис и някои от южноафриканските провинции.
Идеологически Виши е наследник на контрареволюционната френска традиция. Забелязва се завръщане към старите католически ценности, прави се опит за прилагане на патернализъм под контрола на държавата. Издига се в култ фигурата на президента Петен. Девиз на режима става лозунгът „Труд, семейство, Родина“. Проявява се амбиция за преработване на френската социална система и промяна на моралните принципи на френското общество. Именно моралният упадък и изоставянето на традиционните ценности са сочени от Петен като причини за поражението на Франция. В противовес на либералния индивидуализъм режимът се стреми да възстанови религиозните и семейните ценности.
Докато маршал Петен все пак се стреми да следва политика на ограничен колаборационизъм с Германия, то неговият заместник Пиер Лавал следва политика на пълно обвързване с Третия райх. Особено неприятно е сключеното споразумение с Германия за наемане на френска работна сила в полза на германската военновременна икономика.
Виши дава сериозен принос за германската военна мощ. На германците са изплатени 550 милиарда франка компенсации за тяхната военна окупация. Много французи работят в Третия райх – само през пролетта на 1944 г. 3,6 милиона французи се трудят в Германия.
Режимът на Виши следва откровено антисемитска политика. Евреите са изключени от основните служби, ограничен е достъпът им до университетите, предприятията им са конфискувани. Създаден е Комисариат по еврейските въпроси през пролетта на 1941 г., който допълнително утежнява положението на евреите. Още по-лошо е положението на евреите чужденци, които по силата на закон, приет през есента на 1940 г., биват интернирани в „специални лагери“.
През лятото на 1940 г. режимът се насочва и срещу франкмасоните. Биват разпуснати тайните общества, а висшите служители масони са задължени да се обявят публично за такива.
Когато идва на власт, режимът на Виши, и по-точно Петен, се радва на относително голяма популярност. Много бързо обаче популярността на маршала спада, за което спомага поражението на Германия по фронтовете.
Дебаркирането на съюзниците в Нормандия слага край на правителството във Виши. След края на войната Петен и Лавал и около 20 хиляди французи са осъдени на смърт от т.нар. висш съд по правосъдието за държавна измяна, т.е. за колаборационизъм с Третия Райх и силите на Оста.
- Карта на Вишиска Франция 1940 – 1944
- „Юдаизмът се стреми към световна хегемония“ – постер в Париж, март 1942 г.